# Kembahang Lama
Kembahang Lama is een bestuurslaag in het regentschap Empat Lawang van de provincie Zuid-Sumatra, Indonesië. Kembahang Lama telt 346 inwoners (volkstelling 2010).